# 肌苷
肌苷（英語：Inosine），也称为次黄苷、次黄嘌呤核苷等，性状为白色针状结晶，无气味，味微苦。是由次黄嘌呤于核糖结合而成的核苷类化合物。在嘌呤的从头合成（de novo synthesis）中，肌苷酸（IMP）可以作为合成腺苷酸（AMP）和鸟苷酸（GMP）的前体。熔点为218摄氏度。20℃时100ml水溶解1.6g产品。微溶于稀盐酸和氢氧化碱溶液，极微溶于乙醇。在稀无机酸中易水解产生次黄嘌呤和D-核糖。

## 毒理学数据
1、急性毒性：大鼠经口LD50：>10000mg/kg；大鼠腹腔LD50：2900mg/kg；大鼠静脉LD50：.>2mg/kg；小鼠经口LC50：>20mg/kg；
  小鼠腹腔LC50：3175mg/kg；小鼠皮下LC50：5mg/kg；小鼠静脉LC50：>2800mg/kg
2、其它多剂量毒性：大鼠经口TDLo：558mg/kg/93D-C

3、致突变性：DNA的damageTEST系统：哺乳动物-物种未淋巴细胞：60mmol/L
1. ↑  . www.basechem.org. （原始内容存档于2017-09-23）.